# Harle bièvre
Pour les articles homonymes, voir Bièvre.
Mergus merganser · Grand Harle, Grand bec-scie
Espèce
Statut de conservation UICN

 LC  : Préoccupation mineure
Le Harle bièvre (Mergus merganser) est une espèce de canards piscivores de la famille des Anatidés. Il était aussi connu sous le nom de « Grand bec-scie » en Amérique du Nord francophone, et a reçu le nom normalisé de « Grand Harle ».

## Identification

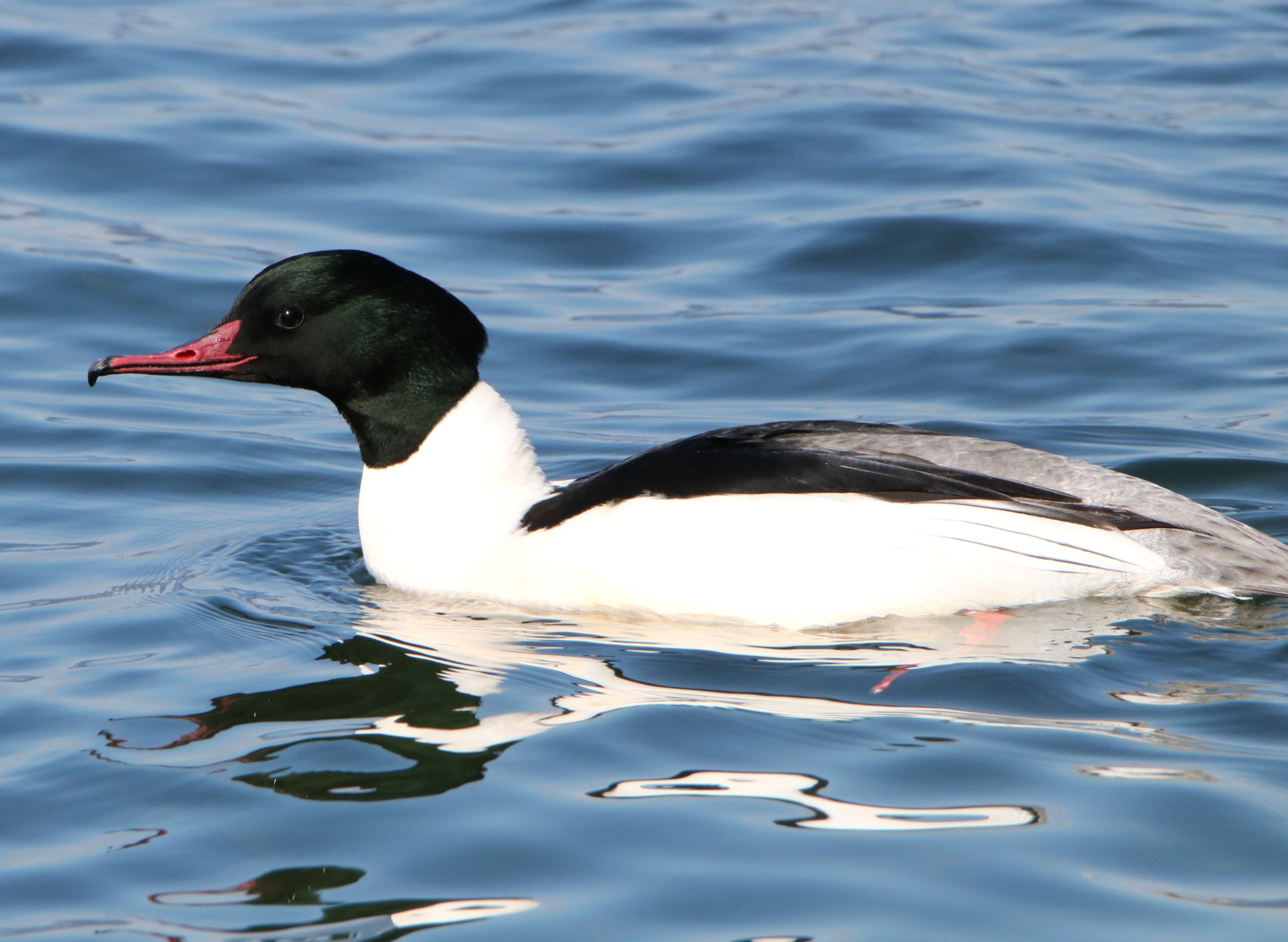
Harle bièvre mâle.

Ce Harle mesure de 58 à 75 cm de long avec une envergure de 82 à 97 cm. Il pèse environ 1 300 g pour les femelles et 1 600 g pour les mâles (valeurs extrêmes : 1 050 et 1 650 g). Ce sont de grands oiseaux de taille plus importante que le Canard colvert.
Le mâle possède une tête vert foncé avec une huppe peu marquée et un long bec rouge foncé, mince et crochu. Le cou, la poitrine et les côtés sont blancs, le dos est noir. Les ailes sont blanches sauf aux extrémités où elles sont noires. Le croupion et la queue sont gris. La poitrine est teintée de rose saumon au printemps (plumage nuptial).

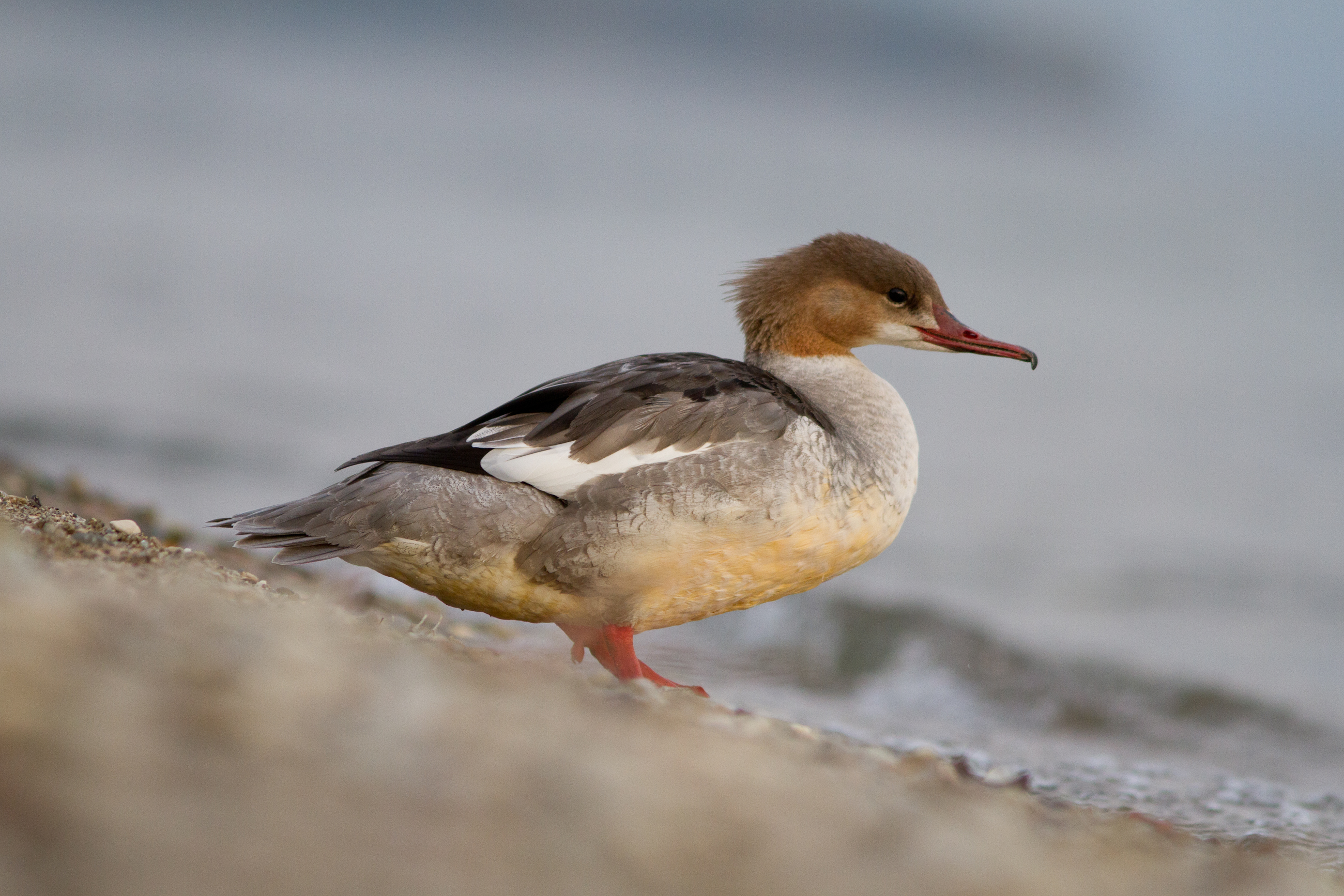
Harle bièvre femelle.

La femelle et les immatures ont la tête brun roux, les parties inférieures blanches et le dessus gris. 
Le plumage éclipse du mâle rappelle fort celui de la femelle. Les petites et moyennes couvertures (plumes de l'avant de l'aile) qui restent blanches constituent la différence essentielle.

## Aire de répartition

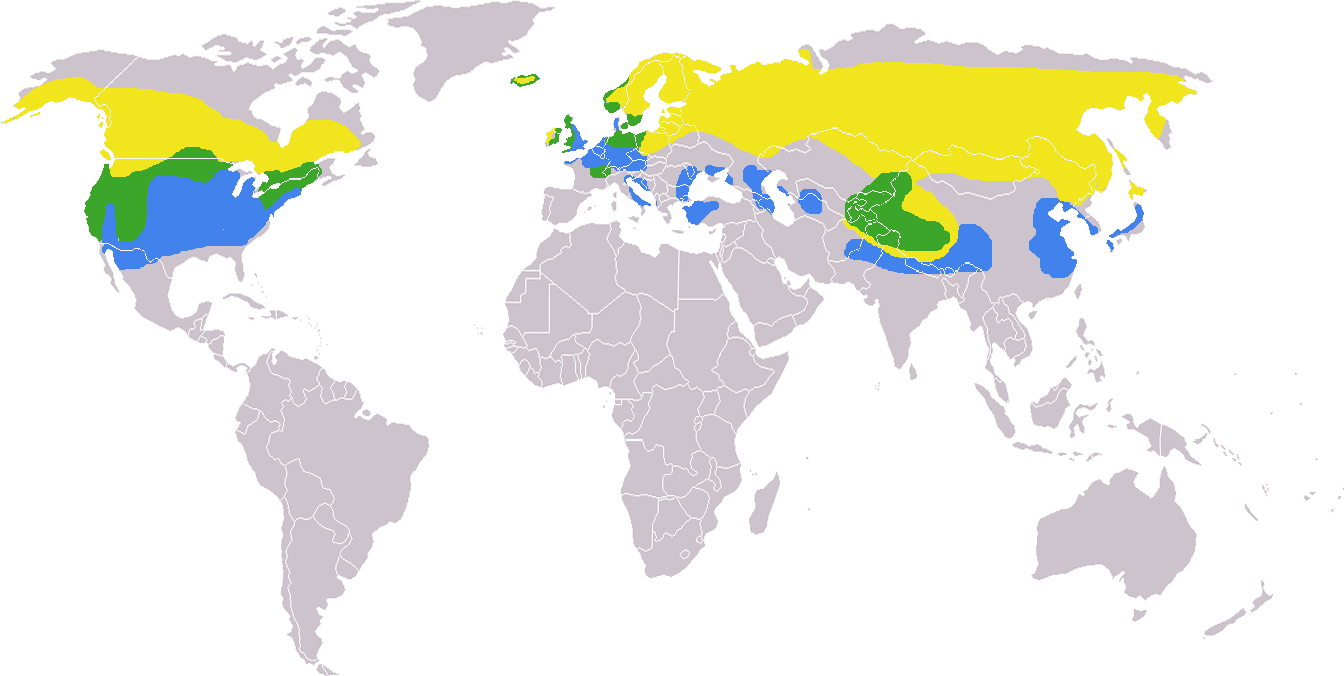
Aire de répartition du Harle bièvre
Résident à l'année
Zone d'hivernage
Présent seulement en été

En Europe, il niche dans les forêts septentrionales de Scandinavie (en Islande, en Norvège, en Finlande) et du Nord de la Russie et de la Sibérie jusqu'à l'océan Pacifique. On le retrouve aussi en Écosse. En France quelques harles bièvres nichent sur le lac Léman, le lac d'Annecy, le lac du Bourget et le lac de Divonne. L'espèce est aussi en présence permanente sur le cours de la basse vallée de l'Ain. C'est un migrateur partiel, selon la rigueur de l'hiver. En cette saison, on va le trouver au Danemark, sur la côte sud de la mer du Nord, en Allemagne et au Benelux. Quelques-uns arrivent en Écosse, en Suisse (lac Léman), en France sur la Seine, la Loire, le Doubs et en Allemagne sur le Rhin. En Russie, les harles se retrouvent sur la mer Noire, la mer d'Azov et dans le Nord de la mer Caspienne.
Il est aussi présent en Amérique du Nord. Au Canada, le Grand Harle niche dans le sud du Yukon, en Colombie-Britannique, dans le nord de l'Alberta, du Manitoba et de la Saskatchewan, en Ontario, dans le sud du Québec, dans le sud du Labrador, à Terre-Neuve, au Nouveau-Brunswick, en Nouvelle-Écosse et sur l'île du Prince-Édouard. Aux États-Unis, les Harles hivernent jusque dans le sud de la Californie, dans le nord du Mexique, dans les États longeant la côte du Golfe du Mexique et en Floride.

## Habitat
Le Grand Harle est un canard d'eau douce. Il fréquente les fleuves, les rivières assez larges, les bords des lacs, et les grands étangs. Il niche dans les arbres creux, près des plans d'eau douce, et les trous de falaise. Le Grand Harle préfère les plans d'eau où l'eau est claire. Cette condition est probablement nécessaire pour trouver sa nourriture.

## Comportement
Hors saison de nidification, c'est un oiseau sociable, qui peut se rassembler en groupes importants (centaines d'oiseaux). Il peut vivre avec d'autres espèces de canards plongeurs.
Il est généralement farouche, mais peut s'habituer à la présence humaine, comme en Suisse, sur les bords du Lac Léman, où il vient consommer le pain qui lui est lancé.
Si son décollage peut sembler laborieux, il peut atteindre 70 km/h en vol.

## Régime alimentaire
Il apprécie particulièrement les roselières où viennent frayer de nombreux poissons ; son long bec denticulé lui permet d'agripper les poissons.
C'est un excellent plongeur, principalement consommateur de poissons. Il plonge entre 20 et 30 secondes et peut s'enfoncer jusqu'à 10 mètres. Son régime dépend de l'endroit où il se trouve, en vrac saumon, anguille, truite, perche, vairon, brochet, goujon, chabot, brème, carpe, ombre et ablette. Le plus souvent, les poissons font moins de 10 cm, mais il peut lui arriver d'attraper des poissons de 30 à 40 cm.

## Reproduction

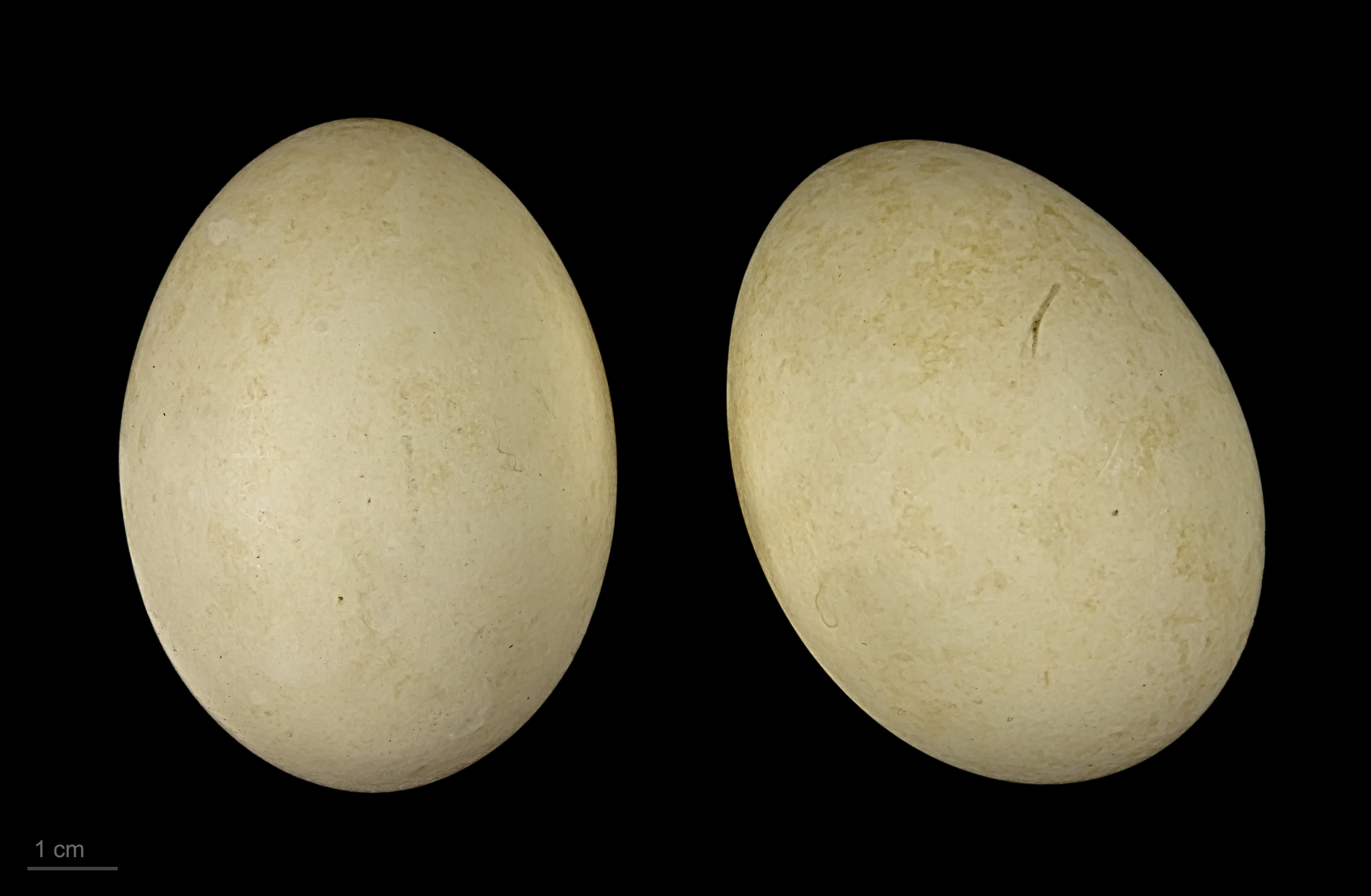
Mergus merganser - MHNT

La femelle pond une couvée par an, de 8 à 12 œufs, blanc crème, en avril-mai. Le nid est habituellement dans une spacieuse cavité d'un grand arbre creux, à une hauteur d'environ 12 mètres. Le nid peut aussi être fait dans une cavité, sur un escarpement ou sur la berge. Il lui arrive aussi de faire son nid sur un amoncellement de cailloux, au sol. La femelle couve seule, durant 28 à 35 jours.

## Sous-espèces
Selon la classification de référence du Congrès ornithologique international (version 15.1, 2025) :
- Mergus merganser merganser Linnaeus, 1758 — niche dans le nord de l'Eurasie et en Europe centrale ;
- Mergus merganser orientalis Gould, 1845 — niche du nord-est de l'Afghanistan au Tibet et à l'ouest de la Chine ;
- Mergus merganser americanus Cassin, 1852 — niche dans le nord de l'Amérique du Nord.